# Beauty and the Breakdown
Beauty and the Breakdown é o terceiro álbum de estúdio da banda de metalcore Bury Your Dead, lançado em 11 de julho de 2006 pela gravadora Victory Records. A arte é semelhante a um livro de contos e os títulos das canções são de contos de fadas.
Muito parecido com o segundo álbum do grupo, Cover Your Tracks, este álbum tem um tema para seus títulos de música. Todos os títulos de canções são inspiradas por contos infantis, similar às canções de Cover Your Tracks, que são títulos de filmes de Tom Cruise. O álbum é baseado em uma mulher e seu agressor, como evidenciado no livreto que acompanha o álbum.
O álbum vendeu 7.039 cópias em sua primeira semana de lançamento e entrou no Billboard 200 no número 129.

## Faixas
1. "House of Straw" (Os Três Porquinhos) – 4:02
2. "A Glass Slipper" (Cinderela) – 3:25
3. "The Poison Apple" (Branca de Neve) – 3:23
4. "Twelfth Stroke of Midnight" (Cinderela) – 2:05
5. "Trail of Crumbs" (João e Maria) – 2:41
6. "A Wishing Well" (Branca de Neve) – 3:27
7. "Let Down Your Hair" (Rapunzel) – 3:13
8. "Mirror, Mirror…" (Branca de Neve) – 3:49
9. "Second Star to the Right" (Peter Pan) – 2:38
10. "The Enchanted Rose" (A Bela e a Fera) – 0:55
11. "House of Brick" (Os Três Porquinhos) – 4:23

## Créditos
- Mat Bruso - vocal
- Brendan "Slim" MacDonald - guitarra
- Eric Ellis - guitarra
- Aaron "Bubble" Patrick - baixo
- Mark Castillo - bateria
- Jason Suecof - produtor